# Galerie M (Berlin)

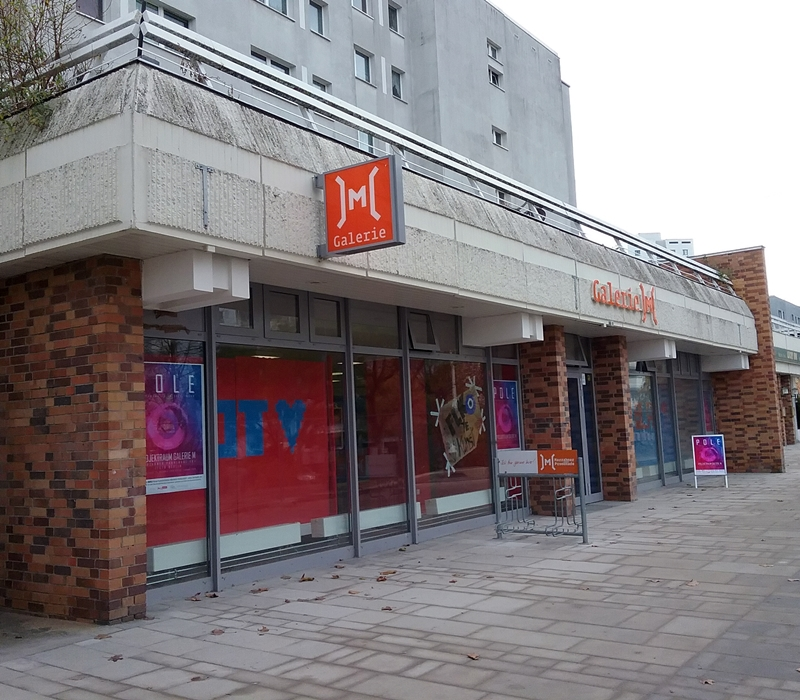
Ehemal. Galerie M (heute Projektraum) in Berlin-Marzahn

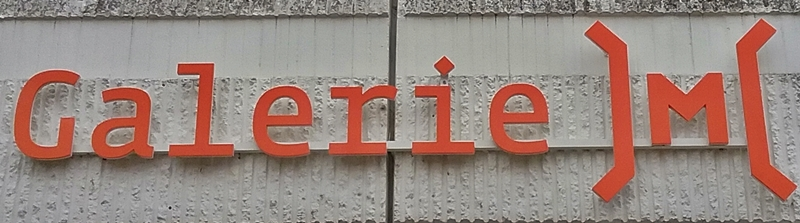
Galerie M (Schriftzug der ehemaligen Galerie (heute Projektraum))

Die Galerie M – Kunst im urbanen Raum war die kommunale Galerie im Berliner Bezirk Marzahn-Hellersdorf. Seit 2018 befindet sie sich als Kommunale Galerie Marzahn-Hellersdorf im Schloss Biesdorf.

## Geschichte
1984 war die Eröffnung der Galerie M im Erdgeschoss des Wohnhauses Marzahner Promenade 44 unter Leitung von Gunter Nimmich. Am 30. August 1990 erfolgte die Eröffnung des von Wolf-Rüdiger Eisentraut entworfenen Galeriegebäudes am Standort Marzahner Promenade 13. 2008 wurde eine neue Galerieleitung unter Karin Scheel eingesetzt.
2011 erfolgte der Umzug der Galerie M in die Marzahner Promenade 46, da das Galeriegebäude erhebliche bauliche Mängel zeigte.
2014 war der Abriss des Galeriegebäudes Marzahner Promenade 13. Im Jahr 2018 zog die Galerie ins neu sanierte Schloss Biesdorf. Am Standort in der Marzahner Promenade 46 entstand der neue Raum Galerie M.

## Tätigkeit
Die Galerie M war die einzige kommunale Galerie im Bezirk Marzahn-Hellersdorf. Die Spezifik des Bezirkes ist ein wichtiger Aspekt der Galeriearbeit. Basis ist hierfür die Öffnung der Galerie in Richtung des öffentlichen Raumes und natürlich der Bewohner der Großsiedlung. Deren Einbeziehung in verschiedene Kunstprojekte schafft eine Dimension der künstlerischen Arbeit, die mit klassischen Ausstellungen nahezu ausgeschlossen ist. Die Partizipation der Bewohner wird sowohl im aktiven als auch im passiven Bereich gefördert.
Bei der Auswahl der Künstler wird ein sehr hoher Anspruch an die künstlerische Professionalität gestellt. Auch Künstlergruppen, die mit Partnern aus verschiedenen Kunstgattungen oder Wissenschaftszweigen kooperieren, haben hier ein Podium.
Alle Künstler der jeweiligen Ausstellungen eint die Thematisierung urbaner Fragen. Um der speziellen urbanen Situation Marzahn-Hellersdorfs Rechnung zu tragen, ist ein Teil der Ausstellungen die Essenz langfristiger Kunstprojekte in der Großsiedlung und wird teilweise von temporären Kunstaktionen im öffentlichen oder auch virtuellen Raum begleitet. Die Ausstellungen sind daher immer ein für und mit dem konkreten Ort entwickeltes Unikat und erweitern die klassische Galeriearbeit im Sinne der zeitgenössischen Kunstentwicklung.
Die Langfristigkeit der Kunstprojekte ermöglicht den Künstlern eine intensive Auseinandersetzung mit den für die jeweilige Ausstellung relevanten Themen. Die Galerie versteht sich nicht als reiner Präsentationsort bildender Kunst, sondern als Diskussionsplattform gesellschaftlicher und künstlerischer Fragen.
Mit der Ausrichtung der künstlerischen Arbeit wird einerseits die Identifikation der Bewohner Marzahn-Hellersdorfs gestärkt, andererseits ist ein im Berliner Vergleich einmaliger Kunstort geschaffen worden.
Das Ausstellungsangebot wird ergänzt durch ein permanentes Kunstvermittlungsprogramm für Kinder und Jugendliche, sowie diverse Veranstaltungen, Diskussionsabende, Künstlergespräche, Performances etc.

## Kunst im öffentlichen Raum
Neben den Ausstellungen und den begleitenden Kunstprojekten werden durch die Galerie M Kunstprojekte im öffentlichen Raum initiiert. Seit 2010 finden jährlich drei temporäre Kunstaktionen auf der Marzahner Promenade statt. Dieses Projekt wird begleitet durch die bezirkliche Kommission für Kunst im öffentlichen Raum(die Galerie M ist die Geschäftsstelle der Kommission) und finanziert aus Mitteln des Programms Aktives Zentrum Marzahner Promenade. Auch die klassischen Kunst-am-Bau-Verfahren(künstlerische Wettbewerbe) für Neubauten im Bezirk werden von hier aus durchgeführt.

## Atelierprogramm
Die Galerie M ist Ansprechpartner für das Marzahn-Hellersdorfer Atelierprogramm. In Kooperation mit verschiedenen Wohnungsgesellschaften werden leerstehende Gewerberäume kostengünstig an professionelle Künstler vermietet.